# 北九州工業高等専門学校
北九州工業高等専門学校（きたきゅうしゅうこうぎょうこうとうせんもんがっこう、英称:National Institute of Technology, Kitakyushu College）は、福岡県北九州市小倉南区志井五丁目にある日本の国立高等専門学校。1965年に設置された。略称は北九州高専、NITKIT。

## 沿革
- 1965年4月1日 - 北九州工業高等専門学校設置。
- 1965年4月24日 - 開校、機械工学科・電気工学科設置。
- 1970年4月1日 - 化学工学科設置。
- 1987年4月1日 - 電子制御工学科設置。
- 1989年4月1日 - 機械工学科を機械工学科と制御情報工学科に改組（以前は機械工学科が2クラス）。
- 1996年4月1日 - 専攻科設置。
- 1998年4月1日 - 化学工学科を物質化学工学科に設置。
- 2002年4月1日 - 電気工学科を電気電子工学科に改組。
- 2003年4月1日 - 化学工学専攻を物質化学工学専攻に設置。
- 2004年4月1日 - 独立行政法人運営に移行。
- 2006年5月 - 「生産デザイン工学」教育プログラムにおいてJABEE認定。
- 2019年8月 - 地元での就職・起業を促進するための協定を日本政策金融公庫、北九州市と締結[1]。
- 2023年4月19日 - 北九州高専のwebページがリニューアルする。

## 歴代校長
1. 加藤常太郎（1965年 - ）[2]
2. 坂井渡（1974年 - ）[2]
3. 田口胤三（1976年 - ）[2]
4. 眞武友一（1985年 - ）[2]
5. 植田安昭（1989年 - ）[2]
6. 坂本正史（1995年 - ）[2]
7. 陣内靖介（2002年 - ）[2]

## 現況
2001年度に混合学級制廃止。2003年度にGPAを導入。2006年度のJABEE認定に伴い、専攻科ではTOEIC 400点以上取得することが修了要件の一つとなった。また、授業時間が90分から100分に変更された。2015年度より授業時間が90分に変更される。2022年度より2年次の後期からコース選択になる。
また、国立大学等への編入が盛んであり、進学率が50%を超えている。就職希望者の就職率は毎年ほぼ100%である。本科からの主な進学先としては九州大学工学部、九州工業大学、北九州高専専攻科などがある他、熊本大学や広島大学、長崎大学、鹿児島大学等、各地方の大学に多数の進学者がいる。また、東京大学、京都大学、大阪大学、東京工業大学、慶應義塾大学等に、少数ではあるが進学している。専攻科からの主な進学先としては九州大学大学院、九州工業大学大学院が挙げられる。

## 入学志願者状況
北九州地区では県立東筑高等学校、県立小倉高等学校に次ぐ入試難関校として知られている。
北九州地区以外にも豊前、京築地方、宗像地方、遠賀地方、筑豊地方、山口県から通学している学生もいる。
令和2年度入試情報による。学力には推薦入試で不合格となった者を含まない。
| 学科名             | 入学定員 | 推薦 | 学力 | 帰国子女 | 計  |
| ------------------ | -------- | ---- | ---- | -------- | --- |
| 生産デザイン工学科 | 200      | 170  | 227  | 2        | 399 |

## 制服
1年生から3年生までが制服、4年生以上は私服である（一部自主的な制服を除く）。衣替えの期間は無く、かつては夏に冬服、冬に夏服、1年中スーツの人（スーツ男と呼称された）や、学生服にサスペンダーの学生がいた。2015年度入学生からは、男女とも制服が制定。これまで男子は、既製学生服（または中学校の制服）を着ていた。2015年度からは新しい制服になり、制定のカーディガンが着用可となった。
開学50周年を機に、男女制服ともこれまでの伝統に基づきデザイナーによって作成されたモデルとなっている。男子が黒を基調とした、九州の伝統校に比較的多い詰襟（オリジナルとして一本線が入る）。女子はブレザーにプリンセスラインを考慮した、現代のモードに合わせた制服である。現在、制定の男子学生服は井筒屋が取り扱っている。

## 設置学科

### 学科（準学士課程）
生産デザイン工学科のみである。第2学年から以下の5つのコースに配置される。
- 機械創造システムコース
- 知能ロボットシステムコース
- 電気電子コース
- 情報システムコース
- 物質化学コース

2015年4月までは以下の5学科体制であった。
- 機械工学科
- 電気電子工学科 - 学校創設時に電気工学科として設立され、2002年に改名[2]
- 電子制御工学科 - 1987年に増設[2]（電気工学科より派生[要出典]）
- 制御情報工学科 - 1989年に機械工学科より改組[2]
- 物質化学工学科 - 1970年に化学工学科として増設され、1998年に改名[2]

### 専攻科（学士課程）
- 生産デザイン工学専攻
- 制御工学専攻
- 物質化学工学専攻 - 2004年に化学工学専攻から改名[2]

## 交通アクセス
- 西鉄バス北九州「北九州高専前」下車、バス停から構内まで徒歩約1分。
小倉駅バスセンターから 34 「志井車庫」（ここ行きのみ 36 も含まれる）「母原」「中谷」行きを利用。
- JR九州日田彦山線「志井公園駅」下車、徒歩約10分。
小倉駅から直通便があり、平均所要時間は約15分。
- 北九州モノレール「志井駅」下車、徒歩約10分。
小倉駅からの所要時間は約18分。モノレール側で最寄駅として指定している。
- 北九州モノレール「企救丘駅」下車、徒歩約10分。
小倉駅からの所要時間は約20分。

## 学生寮
敷地内に浩志寮（こうしりょう）という学生寮がある。遠隔の学生や留学生が生活し、長期休業の際は閉寮する。

## 学生会
学生会とは、意味として生徒会と同義である。学校行事を円滑に運営し、学校全体の取りまとめを行う組織。学校に所属する全ての学生（専攻科生を除く）は、「学生会員」であると定められている。実際に学生会として活動するには、学生会への入会を行うことで誰でも活動ができる。学生会役員として毎年選挙へ立候補する役職には、学生会長、文化局長、体育局長、報道局長、渉外局長がある。

## ロボットコンテスト
アイデア対決・全国高等専門学校ロボットコンテストにはバーチャルカンパニー方式の「Abouters.Inc.（あばうたぁ～ず）」で取り組んでおり、2002年「Flex」、2007年「くるぽん」、2017年「ReVictor」で全国優勝している。作業時に使用して大会でも着用している赤いつなぎが伝統で、あばうたぁ～ずには社長、副社長といった役職の下に会計部、広報部、イベント部などが置かれている。雰囲気は「体育会系」で「野球部的な感じ」だといい、留年すると辞めることになるという。指導教員には吉野慶一や久池井茂がいる。
2002年に全国優勝したロボット「Flex」や同年出場の「にょろ」は、2003年公開の映画『ロボコン』に出演。「にょろ」は改修してその後もイベントで活用された。2002年の全国優勝時に当時3年生だった競輪選手の森美紀は、5年生時に社長を経験している。2007年全国優勝の「くるぽん」はオーストラリアで開催された「JAPAN-AUSTRALIA ROBOT FESTIVAL」に出品され、国立科学技術センター（Quescotan）に寄贈された。2008年に地区大会技術賞・特別賞、全国大会出場を果たした「とこるく」の二足歩行は準受動歩行で、研究にも活用されている。30周年記念大会となる2017年には10年振りの全国優勝を果たした。
卒業生で名古屋工業大学に進学した久野顕司は、2014年のNHK学生ロボコンで優勝し、ABUロボコンでも準優勝の実績を上げた。九州工業大学に進学した河島晋と酒井文也は、タカハ機工が開催するソレノイドのコンテスト・第2回ソレコンに「論文まもるくん」を出品。同作品はソレコン大賞を受賞し、ニコニコ技術部ランキングにおいて4日連続1位を記録した。河島と花守拓樹は「FukuokaNiwaka」に参加し、2018年のRoboMasterで国際チーム予選、本戦リーグを突破して本選トーナメントでベスト16になっている。

## 高専発ベンチャー
合同会社 NextTechnologyは当時准教授の滝本隆とその研究室に所属していた学生が共同代表の形で、2012年10月に設立した。その後は卒業生がそのまま代表を務めるようになり、秦裕貴らが代表を務め、2021年からは渡邊祥気が代表を務めている。メカトロニクス製品の開発やドローンの空撮を業務とし、北九州高専内に拠点が置かれている。匂い検知犬型ロボット「はなちゃん」は、当時総務を務めていた辻貴美花が北九州市の女性起業家支援制度やクラウドファンディングで資金調達を行った。「はなちゃん」は2017年の国際ロボット展に出品され、同年12月から受注販売で一般販売を行った。
同社は他に、携帯できて体重移動で操作するパーソナルビークル「Kinton」、口臭チェックロボット「かおりちゃん」、北九州市や企業、森林組合と共同開発した人の表情に反応するアロマ噴霧器、お尻からクリームを出す「ぶりぶりはなちゃん」、スマートフォンでプログラミングできるロボット教材「Fab-Robo」などを開発。また、2019年春から「高専スタートアップコミュニティ」という高専向けの企業塾の活動を行っているといい、北九州市の「IoT Maker’s Project」でもメンターを務めているという。

## 著名な出身者
- F.King Toggy - DJ、パーソナリティー、ローカルタレント、ミュージシャン
- 濱元隆輔 - 漫画家、イラストレーター（中退）
- S.R.S
- 江口裕之 - 翻訳家、ミュージシャン
- 滝本隆 - Next Technology創業者、KiQ Robotics創業者・代表、北九州高専特命教授[28][39]
- 森美紀 - 高専ロボコンOG、女子競輪選手[15]
- 小谷吉輝 - 作曲家、日本作曲家協会会員 - ファイナンシャルプランナー - 証券外務員 - 宅地建物取引士 - 医薬品登録販売者 - 正道会館キックボクシングアスリート
- 久野顕司 - 高専ロボコンOB、NHK学生ロボコン優勝、ABUロボコン準優勝[9]

## 周辺
- 九州職業能力開発大学校
- 常磐高等学校
- 北九州市立志井小学校